# Tenupedunculus smirnovi
Tenupedunculus smirnovi là một loài chân đều trong họ Stenetriidae. Loài này được Vasina miêu tả khoa học năm 1982.